# Rudtjärnen (Timrå socken, Medelpad)
Rudtjärnen är en sjö i Timrå kommun i Medelpad och ingår i Indalsälvens huvudavrinningsområde.